# Раннастаадіон
Пярну Раннастаадіон (ест. Pärnu Rannastaadion, англ. Pärnu Beach Stadium) — багатофункціональний стадіон у Пярну, Естонія. Нараз використовується в основному для футбольних матчів і є домашнім стадіоном пярнуських клубів «Вапрус» і «Пярну». Стадіон відкритий після реконструкції у 2016 році та вміщує 1 501 глядача. Адреса стадіону: Ranna pst. 2, 80012 Пярну.
Стадіон відповідає II категорії ІААФ та УЄФА.

## Історія

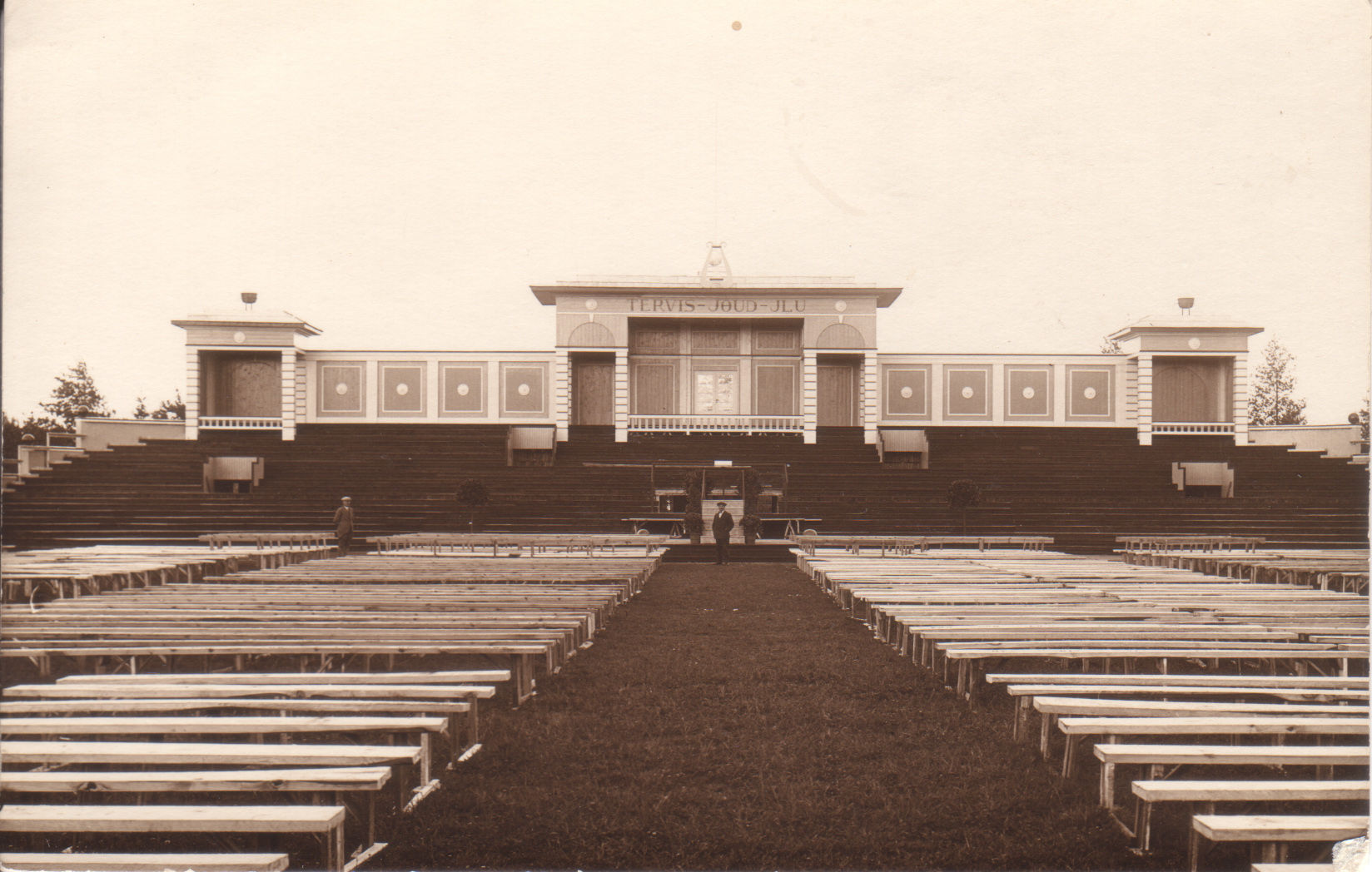
Стадіон Пярну в 1929 році

Хоча спортивні заходи на полі, де сьогодні знаходиться Пярну Раннастаадіон, розпочалася ще у 1896 році, коли асоціація німецьких велосипедистів відкрила велодром, офіційне відкриття стадіону відбулося 14 липня 1929 року. Трибуна, яка також була побудована для проведення співочих фестивалів, могла вмістити близько 700 осіб і була визнана «найкращою з країн Балтії».
Однак 9 лютого 1933 року трибуну підпалили, а винуватців так і не знайшли. Через 6 місяців було відкрито нову, більшу трибуну. Стадіон пережив Другу світову війну та приймав численні післявоєнні співочі фестивалі, перш ніж його відремонтували у 1980-х роках.
Після відновлення незалежності Естонії в 1991 році стадіон Пярну опинився в особливо поганому стані. Після багаторічних дискусій у 2015 році стадіон було реконструйовано і знову відкрито 9 липня 2016 року. У новому комплексі стадіону також розмістилися хостел, тренажерний зал, зали для семінарів і ресторан.
31 серпня 2016 року на стадіоні «Пярну Раннастаадіон» відбувся товариський матч збірної Естонії з футболу проти Мальти. З 2018 року стадіон також регулярно використовується як домашній майданчик молодіжної збірної Естонії. З 2021 року неодноразово приймав матчі кваліфікації Ліги конференцій Європи УЄФА «Пайде Ліннамесконд».

## Пярну Раннастаадіон у різні роки

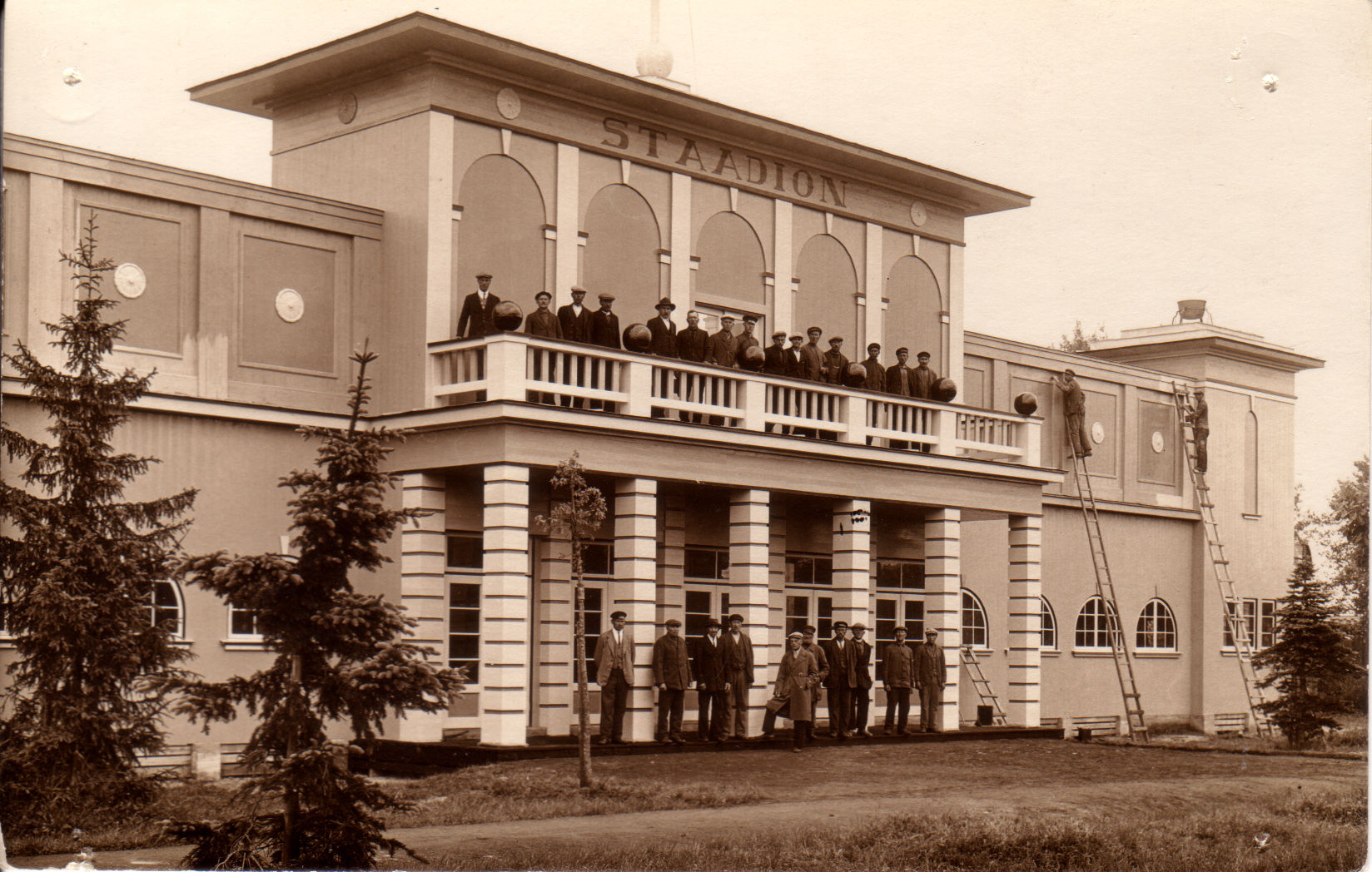
1929–1933
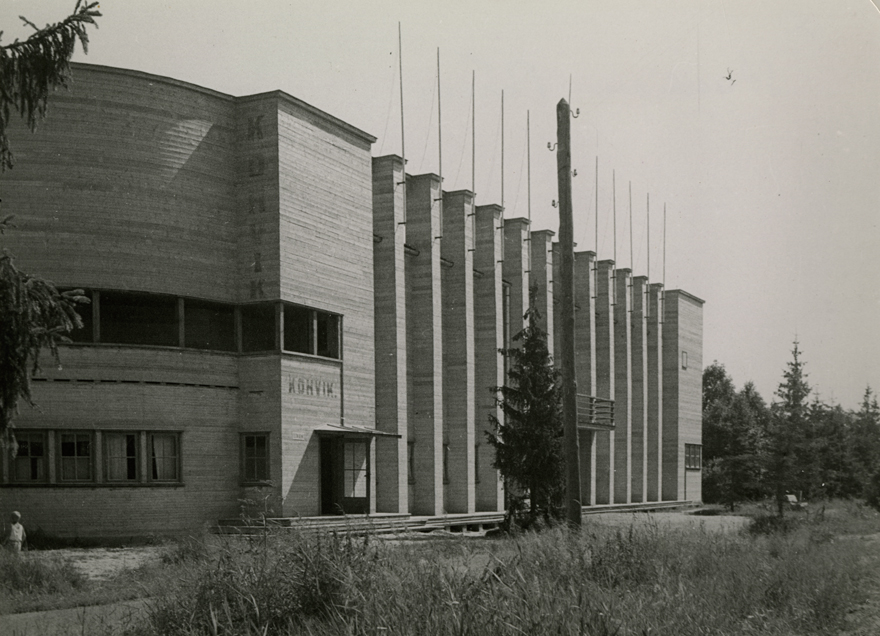
1933–1981
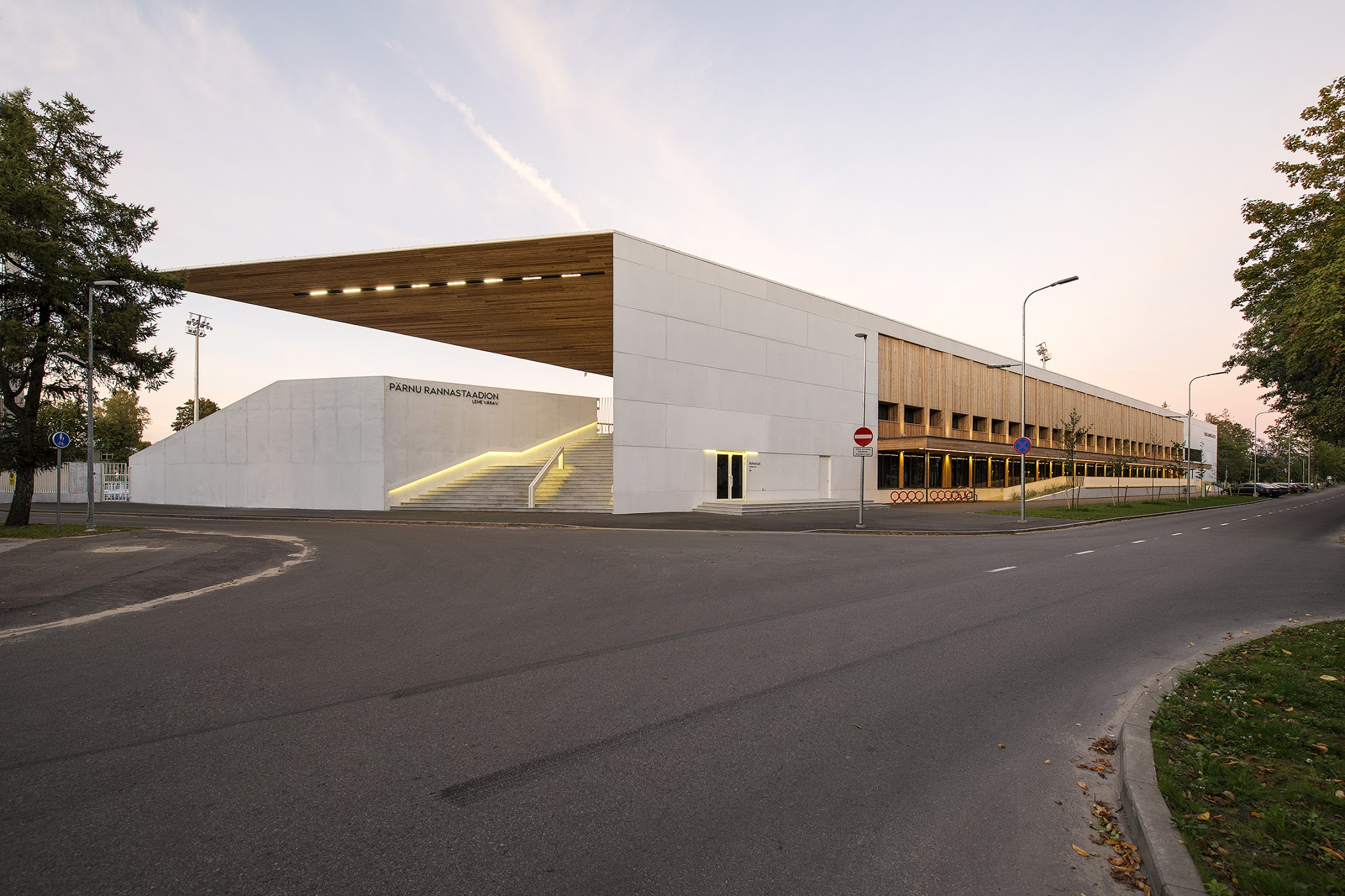
2016–тепер
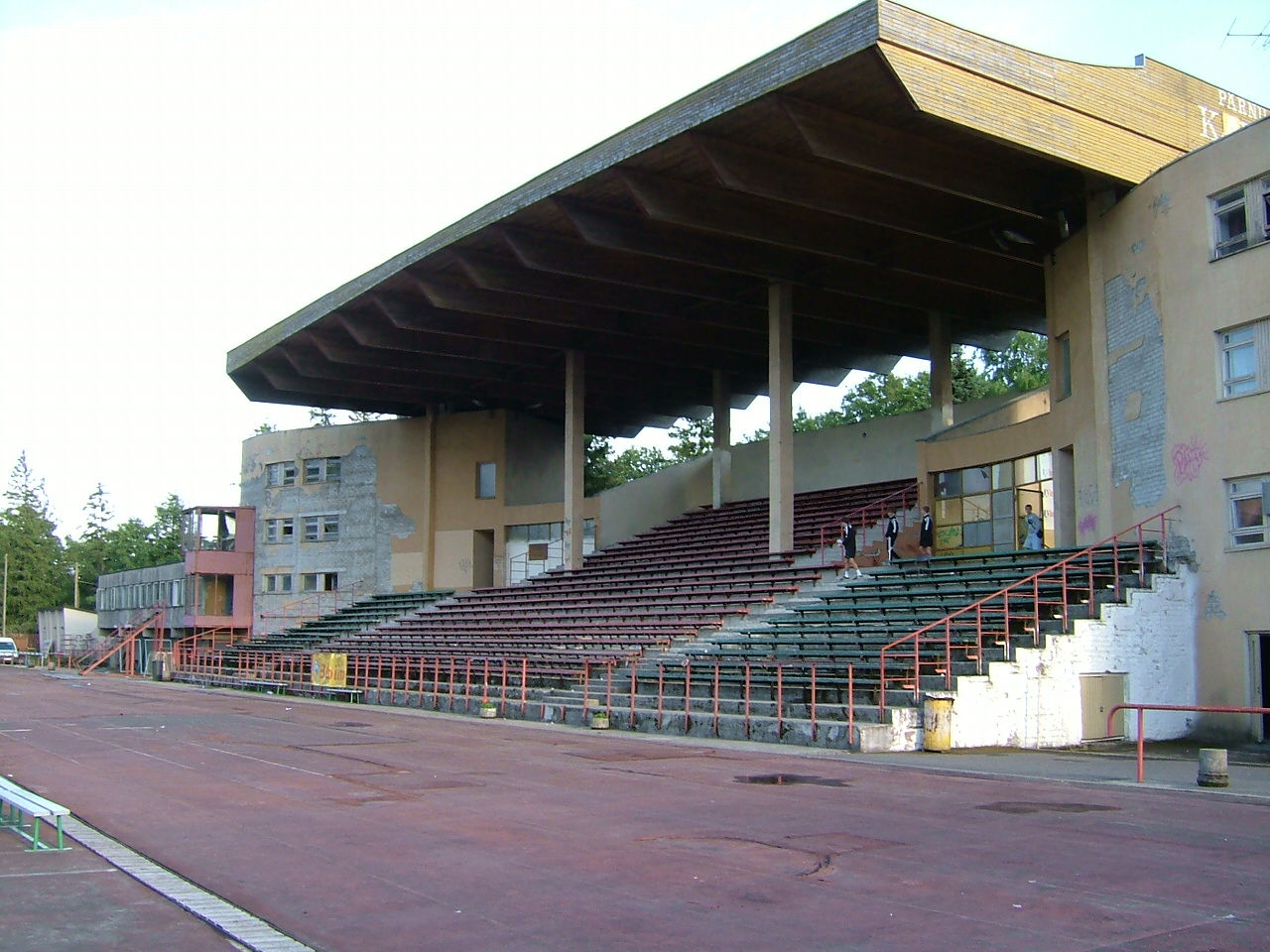
Стан стадіону 2007
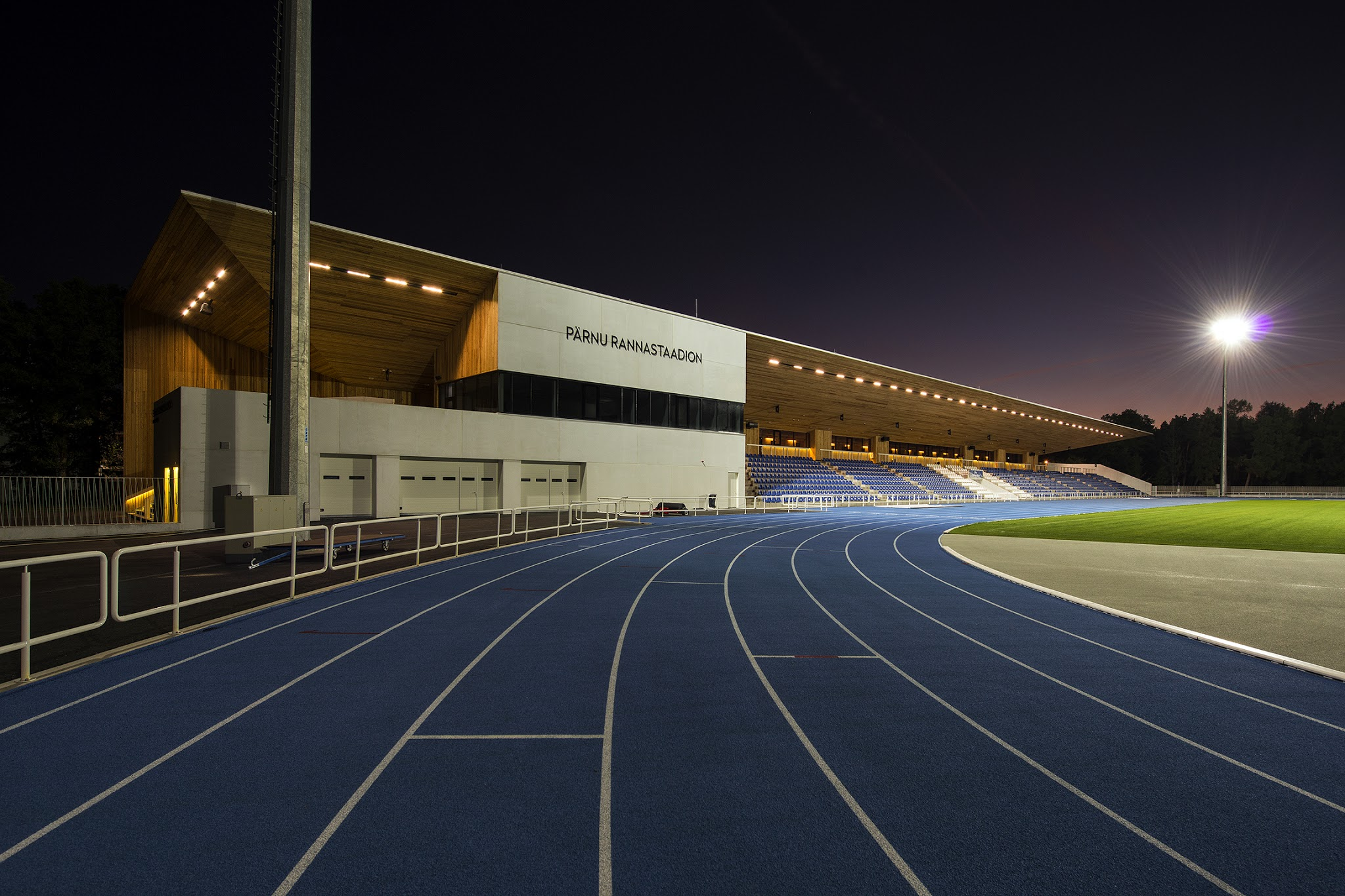
Пярну Раннастаадіон у 2016
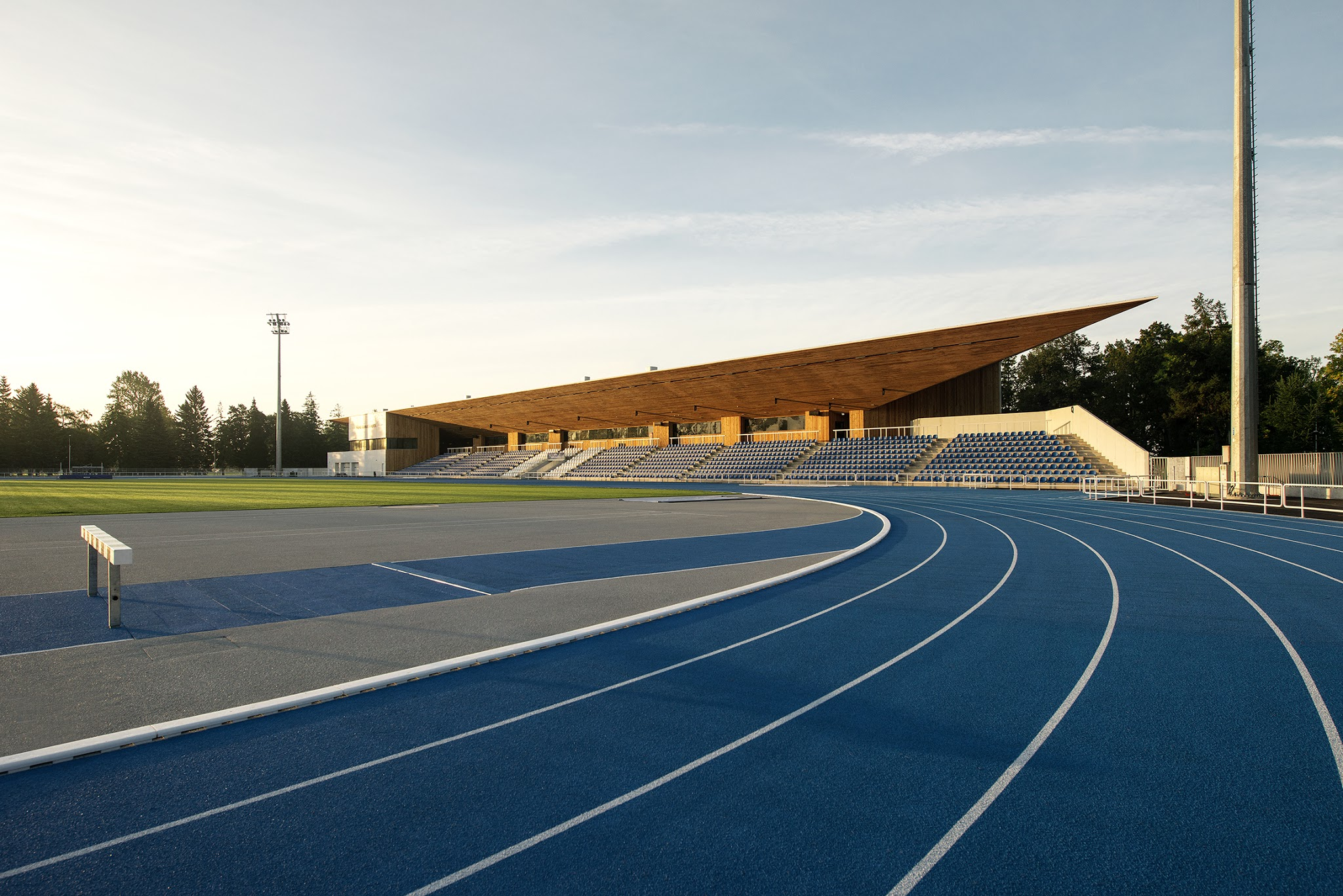
Пярну Раннастаадіон  у 2016
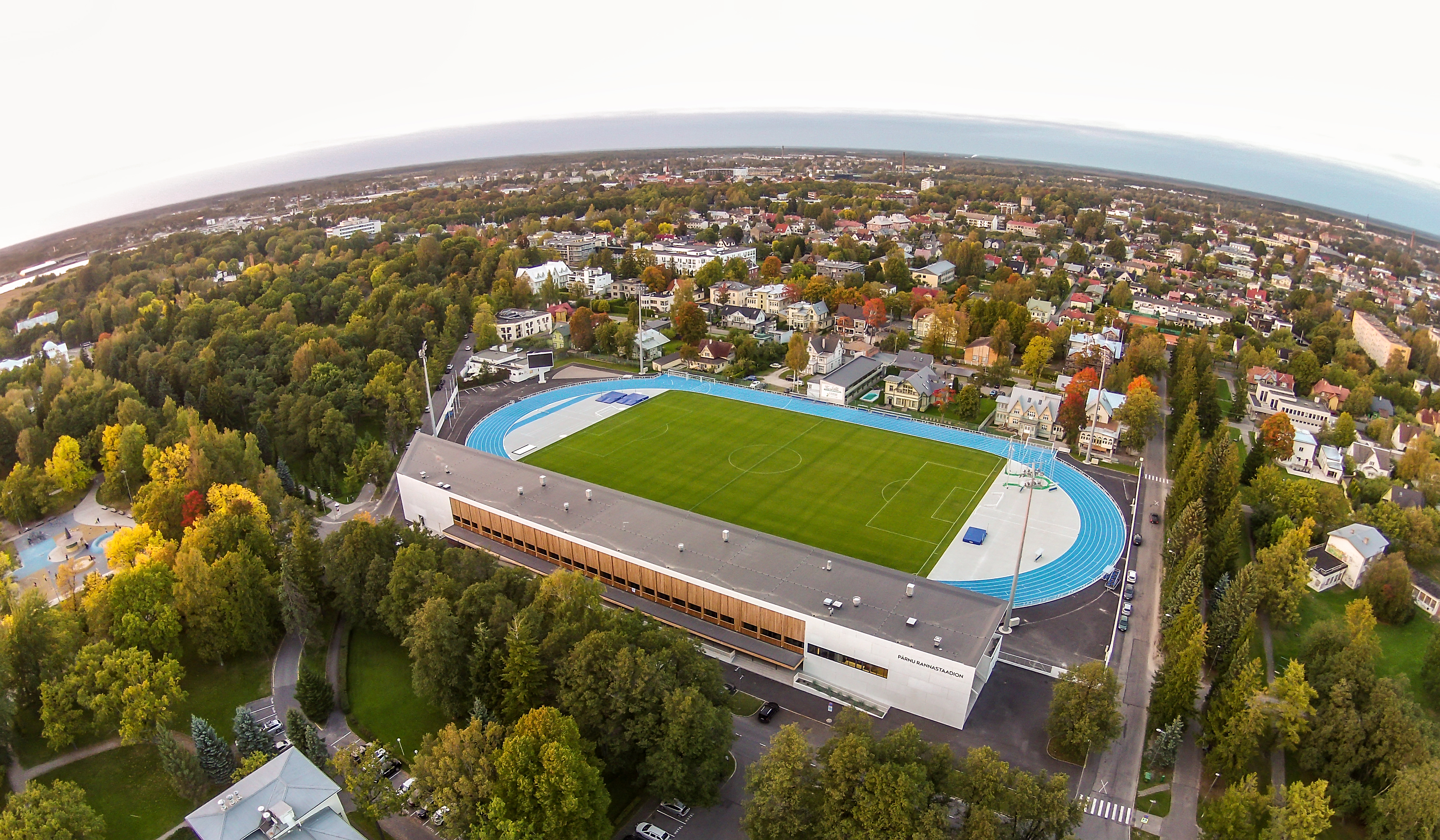
Пярнуський стадіон «Раннастадіон» з навколишніми територіями у 2016

## Матчі збірної Естонії
Пярну прийняв чотири матчі збірної Естонії з футболу.
| Дата           |                    | Результат | Конкуренція       | Відвідуваність |
| -------------- | ------------------ | --------- | ----------------- | -------------- |
| 2 липня 1993   | Естонія — Латвія   | 0–2       | Кубок Балтії 1993 | 300            |
| 4 липня 1993   | Естонія — Литва    | 2–1       | Кубок Балтії 1993 | 800            |
| 18 серпня 1999 | Естонія — Вірменія | 2–0       | товариський       | 1 000          |
| 31 серпня 2016 | Естонія — Мальта   | 1–1       | товариський       | 2 515          |